# TV total Deutscher Eisfußball-Pokal
Der TV total Deutscher Eisfußball-Pokal war ein von Stefan Raab initiiertes Event, welches seinen Ursprung in der Sendung Schlag den Raab hatte. Der Pokal wurde 2009 und 2015 ausgetragen.

## Ursprung
Bei Schlag den Raab gab es am 17. Januar 2009 das Spiel „Eisfußball“, bei dem die Kontrahenten in Bowlingschuhen auf einem Eishockey-Spielfeld Fußball spielten. Die Tore waren ebenfalls Eishockey-Tore. Raab gefiel das Spiel so gut, dass er nach einigen Tests einen neuen Wettbewerb entwickelte.

## Ausgabe 2009
Die erste Ausgabe des Deutschen Eisfußball-Pokals (DEFB-Pokals) wurde am 29. Mai 2009 – einen Tag vor dem DFB-Pokal-Finale – in der Lanxess Arena in Köln ausgetragen.
Prominente Vertreter und Fans von Mannschaften der Fußball-Bundesliga spielten gegeneinander. Die Netto-Spielzeit pro Begegnung betrug fünf Minuten in der Gruppenphase und acht im K.-o.-System. Aus jeder Vierergruppe qualifizierten sich die beiden besten Vereine für das Halbfinale. Sieger wurde der VfB Stuttgart. Stefan Raab wurde mit drei Toren Torschützenkönig.

### Teilnehmer
Verschiedene Fußball-Bundesligisten stellen Mannschaft auf, die überwiegend aus prominenten Anhängern, teilweise aber auch ehemaligen Profis bestanden. Die teilnehmenden Vereine waren:
| Mannschaft          | Kapitän         | Weitere Mitglieder                                                                                     |
| ------------------- | --------------- | --- |
| FC St. Pauli        | Elton           | Stefan Kretzschmar, Mark Tavassol, Martin Driller, Claudia Pechstein, Michel Mazingu und Benny Adrion  |
| Hamburger SV        | Sergej Barbarez | Olli Dittrich, Tim Mälzer, Bjarne Mädel, Erik Meijer, Harald Spörl und Jörg Albertz                    |
| VfB Stuttgart       | Fredi Bobic     | Guido Cantz, Joey Kelly, Jens Keller, Gerhard Poschner, Franz Wohlfahrt und Guido Buchwald             |
| Eintracht Frankfurt | Uli Stein       | Lars Niedereichholz, Axel Kruse, Ralf Falkenmayer, Marko Rehmer, Rudi Bommer und Ansgar Brinkmann      |
| 1. FC Köln          | Stefan Raab     | Axel Stein, Jürgen Milski, Christian Springer, Dirk Lottner, Toni Polster und Matthias Scherz          |
| FC Bayern München   | Thomas Helmer   | Georg Hackl, Peyman Amin, Carlo Thränhardt, Mario Basler, Andreas Herzog und Daniel Aminati            |
| VfL Wolfsburg       | Thomas Brdaric  | Dero, Frank Greiner, Siegfried Reich, Roy Präger, Stefan Schnoor und Michael Spies                     |
| FC Schalke 04       | Peter Lohmeyer  | Charlotte Engelhardt, Steffen Freund, Yves Eigenrauch, Jörg Böhme, Tomasz Wałdoch und Ingo Anderbrügge |

### Gruppenphase
Gruppe A
1. VfB Stuttgart
2. FC St. Pauli
3. Eintracht Frankfurt
4. Hamburger SV

Gruppe B
1. 1. FC Köln
2. FC Bayern München
3. VfL Wolfsburg
4. FC Schalke 04

### Finalrunde
|  | Halbfinale | Halbfinale        | Halbfinale |  |  | Finale | Finale        | Finale |
|  |            |                   |            |  |  |        |               |        |
|  |            |                   |            |  |  |        |               |        |
|  |            | FC St. Pauli      | 1          |  |  |        |               |        |
|  |            | 1. FC Köln        | 0          |  |  |        |               |        |
|  |            |                   |            |  |  |        | FC St. Pauli  | 0      |
|  |            |                   |            |  |  |        | VfB Stuttgart | 1      |
|  |            | VfB Stuttgart     | 2          |  |  |        |               |        |
|  |            | FC Bayern München | 1          |  |  |        |               |        |
|  |            |                   |            |  |  |        |               |        |

### Einschaltquoten
Die Veranstaltung konnte damals 2,24 Mio. Zuschauer in Deutschland erreichen. Dabei erzielte man einen Marktanteil von 18,1 % bei der werberelevanten Zielgruppe.

## Ausgabe 2015
Am 2. Mai 2015 fand die zweite Ausgabe des Deutschen Eisfußball Pokals statt. Moderiert wurde sie von Steven Gätjen und Matze Knop interviewte die Teilnehmer vor und nach dem Spiel. Kommentiert wurde das Event von Frank Buschmann. Sieger wurde der Hamburger SV. Torschützenkönig des Turniers wurde Mike Hanke (Borussia Mönchengladbach) mit vier Toren.

### Teilnehmer
Erneut traten verschiedene Fußball-Bundesligisten mit überwiegend aus prominenten Anhängern, teilweise aber auch ehemaligen Profis bestehenden Mannschaften an. Die Teilnehmer waren:
| Nr. | Spieler            |
| --- | ------------------ |
| 03  | Alexander Voigt    |
| 06  | Christian Springer |
| 07  | Axel Stein         |
| 08  | Matthias Scherz    |
| 09  | Stefan Raab        |
| 10  | Dirk Lottner       |
| 11  | Jonas Reckermann   |

| Nr. | Spieler          |
| --- | ---------------- |
| 03  | Noah Becker      |
| 04  | Oliver Kreuzer   |
| 05  | Thomas Helmer    |
| 06  | Christine Theiss |
| 09  | Giovane Élber    |
| 10  | Pietro Lombardi  |
| 11  | Marcel Witeczek  |

| Nr. | Spieler          |
| --- | ---------------- |
| 02  | Andreas Reinke   |
| 09  | Bernd Hobsch     |
| 11  | Harro Füllgrabe  |
| 16  | Frank Ordenewitz |
| 17  | Ivan Klasnić     |
| 18  | Jürgen Milski    |
| 32  | Aílton           |

| Nr. | Spieler         |
| --- | --------------- |
| 02  | Claus Reitmaier |
| 04  | Stephan Paßlack |
| 07  | Jan Kralitschka |
| 08  | Marcel Ketelaer |
| 09  | Mike Hanke      |
| 10  | Serdar Somuncu  |
| 16  | Chiquinho       |

| Nr. | Spieler            |
| --- | ------------------ |
| 02  | Florian Lechner    |
| 05  | Stefan Kretzschmar |
| 06  | Michél Mazingu     |
| 08  | Mark Tavassol      |
| 09  | Martin Driller     |
| 10  | Elton              |
| 27  | Nico Patschinski   |

| Nr. | Spieler             |
| --- | ------------------- |
| 04  | Ingo Hertzsch       |
| 05  | Stefan Schnoor      |
| 06  | Martin Pieckenhagen |
| 09  | Buddy Ogün          |
| 10  | Jörg Albertz        |
| 11  | Paul Janke          |
| 22  | Stefan Beinlich     |

| Nr. | Spieler           |
| --- | ----------------- |
| 03  | Michael Schulz    |
| 06  | Alexander Klaws   |
| 08  | Giovanni Federico |
| 09  | Mauro Corradino   |
| 10  | Thore Schölermann |
| 11  | Frank Mill        |
| 24  | David Odonkor     |

| Nr. | Spieler          |
| --- | ---------------- |
| 03  | Thorsten Legat   |
| 06  | Willi Landgraf   |
| 07  | Ingo Anderbrügge |
| 08  | Mario Kotaska    |
| 09  | Peter Lohmeyer   |
| 10  | Olaf Henning     |
| 11  | Joey Kelly       |

### Gruppenphase
Gruppe A
| Pl. | Verein                   | Sp. | S | U | N | Tore    | Diff. | Punkte |
| --- | ------------------------ | --- | - | - | - | ------- | ----- | ------ |
| 1.  | Borussia Mönchengladbach | 3   | 2 | 1 | 0 | 006:100 | +5    | 07     |
| 2.  | 1. FC Köln               | 3   | 1 | 2 | 0 | 002:000 | +2    | 05     |
| 3.  | Werder Bremen            | 3   | 1 | 1 | 1 | 001:200 | −1    | 04     |
| 4.  | FC Bayern München        | 3   | 0 | 0 | 3 | 001:700 | −6    | 0      |

Gruppe B
| Pl. | Verein            | Sp. | S | U | N | Tore    | Diff. | Punkte |
| --- | ----------------- | --- | - | - | - | ------- | ----- | ------ |
| 1.  | Hamburger SV      | 3   | 2 | 1 | 0 | 005:100 | +4    | 07     |
| 2.  | FC St. Pauli      | 3   | 1 | 2 | 0 | 002:100 | +1    | 05     |
| 3.  | Borussia Dortmund | 3   | 1 | 1 | 1 | 003:200 | +1    | 04     |
| 4.  | FC Schalke 04     | 3   | 0 | 0 | 3 | 001:700 | −6    | 0      |

### Finalrunde
|  | Halbfinale | Halbfinale               | Halbfinale |  |  | Finale | Finale       | Finale |
|  |            |                          |            |  |  |        |              |        |
|  |            |                          |            |  |  |        |              |        |
|  |            | 1. FC Köln               | 1          |  |  |        |              |        |
|  |            | Hamburger SV             | 2          |  |  |        |              |        |
|  |            |                          |            |  |  |        | Hamburger SV | 2      |
|  |            |                          |            |  |  |        | FC St. Pauli | 1      |
|  |            | Borussia Mönchengladbach | 0          |  |  |        |              |        |
|  |            | FC St. Pauli             | 3          |  |  |        |              |        |
|  |            |                          |            |  |  |        |              |        |

### Einschaltquoten
Die zweite Ausgabe wurde von 1,7 Mio. Menschen in Deutschland verfolgt. Das entsprach ein Marktanteil von 7,6 %. Im marktrelevanten Bereich kam man mit 1,16 Mio. Zuschauern auf 14,3 %.